# Stefan Fiałkiewicz
Stefan Fiałkiewicz (ur. 28 maja 1916 w Osieku Jasielskim, zm. 14 czerwca 1942 w KL Auschwitz) – student medycyny weterynaryjnej w Akademii Medycyny Weterynaryjnej we Lwowie, w czasie II wojny światowej uczestnik polskiego ruchu oporu, więzień i ofiara hitlerowskiego obozu koncentracyjnego Auschwitz.
Urodził się i wychował w Osieku Jasielskim, tam też uczęszczał do 1 klasy szkoły powszechnej. Później, wraz z rodzicami Jakubem i Heleną z d. Skibińską oraz młodszą siostrą Elżbietą (1923-2013) mieszkał we wsi Mytarka k. Nowego Żmigrodu. W latach 1923–1926 uczył się w Szkole Powszechnej w Nowym Żmigrodzie, następnie w latach 1926-1934 w Gimnazjum im. Króla Stanisława Leszczyńskiego w Jaśle. Po maturze podjął studia w Akademii Medycyny Weterynaryjnej we Lwowie (1934-1939). Po wybuchu II wojny światowej, już w listopadzie 1939 przystąpił do polskiego ruchu oporu. Pomagał oficerom Wojska Polskiego, przedostać się na zachód, przez granice Generalnego Gubernatorstwa, Republiki Słowackiej i Węgier rezerwową trasą przerzutową o kryptonimie „Korytarz”, która przechodziła m.in. przez Jasło, Dębowiec, Osiek Jasielski, Załęże, Nowy Żmigród i Mytarz. Na początku maja 1940 razem z innymi żmigrodzianami, też członkami ruchu oporu (Stanisław Paulo, Leon Wdówka, inż. Adam Pisz – dowódca grupy) wyruszył na Węgry z misją przyniesienia stamtąd pieniędzy na cele organizacji. W drodze powrotnej, na terytorium Słowacji, w wyniku donosu grupa została aresztowana, a następnie więziona m.in. w Nowym Sączu, Jaśle i Tarnowie. Ostatecznie, wraz ze swoimi towarzyszami Stefan został wywieziony do obozu w Oświęcimiu, transportem z Tarnowa-Krakowa z 8 października 1940 (tym samym, którym do obozu trafił m.in. Franciszek Gajowniczek). Stefan Fiałkiewicz (nr obozowy 5937) został rozstrzelany pod ścianą straceń 14 czerwca 1942.